# 2024년 그란마주 지진
2024년 그란마주 지진은 2024년 11월 10일 쿠바 남부에서 발생한 규모 M6.8의 지진이다. 지진의 진앙은 바르톨로메마소에서 남남서쪽으로 40 km 떨어진 해역이며 진원 깊이는 14.0 km이다.

## 지질학적 환경
쿠바 서남부 해안지대는 북아메리카판 남쪽 가장자리에 있다. 이 경계는 북아메리카판이 고나브 미판으로 연간 6~11 mm 속도로 서쪽으로 이동하고 있는 대형 좌수향 주향이동단층대인 셉텐트리오날–오리엔테 단층대(SOFZ)이다. 이 단층대는 쿠바에서 가장 활발히 움직이는 단층대이다. 쿠바의 이 단층대에서 일어난 주요 대지진으로는 1766년, 1917년, 1932년, 1947년, 1992년, 2020년 지진이 있다.

## 지진
이번 지진의 최대 진도는 수정 메르칼리 진도 계급 기준 VII (Very Strong)로, 미국 지질조사국의 PAGER 분석에 따르면 약 210만명 이상의 시민이 V 이상의 흔들림을 느꼈고 자메이카에서는 IV의 진도를 느낀 것으로 추정되고 미국 플로리다주와 케이맨 제도에서도 흔들림을 느꼈다는 신고가 여럿 들어왔다. 이번 지진의 발진기구해는 북쪽을 경사로 가파르게 내려가는 동-서 방향 주향의 주향이동단층에 해당하는 매커니즘으로 밝혀졌다.
UTC 15시 50분(현지 시각 10시 50분)경 규모 Mw5.9, 수정 메르칼리 진도 계급 기준 VII의 전진이 발생했다.
11월 19일에는 규모 M4.2의 여진이 발생해 필론을 중심으로 여러 마을에 주택 붕괴 및 파손 피해가 발생했다. 12월 23일에는 규모 M5.9의 여진이 발생해 만사니요에서 발코니 1채가 붕괴되었으며 진앙지 인근에서 건축물 94채가 피해를 입었다. 과마에서는 산사태가 일어나 도로가 일시적으로 막혔다.

## 피해
쿠바 섬 전역에서 지진으로 부상자와 피해 보고가 잇다랐다. 산사태 발생도 일어났다. 바르톨로메마소에서는 한 마을에서 벽과 지붕이 무너지는 사고가 발생했다. 니케로와 필론에서는 많은 건축물이 반파되었고 산티아고데쿠바에서는 건물 지붕이 무너졌다. 파로바르가스 등대도 지진으로 피해를 입었다.
이번 지진은 허리케인 라파엘이 쿠바에 상륙한 지 4일도 채 지나지 않아 발생했으며 지진 이후에도 이어진 쿠바 전역의 정전으로 공무원이 제대로 정보를 제공할 수 없었다. 산티아고데쿠바와 같은 쿠바 대도시를 포함한 쿠바 동부 전역에서 큰 흔들림이 있었다.

## 같이 보기
- 2024년 지진
- 쿠바의 지진 목록